# Cyrtopodion elongatum
Cyrtopodion elongatum este o specie de șopârle din genul Cyrtopodion, familia Gekkonidae, descrisă de Blanford 1875. A fost clasificată de IUCN ca specie cu risc scăzut. Conform Catalogue of Life specia Cyrtopodion elongatum nu are subspecii cunoscute.